# 吉列爾莫·維拉斯
吉列爾莫·維拉斯（西班牙語：Guillermo Vilas，1952年8月17日—），已退役阿根廷男子職業網球運動員，出生於阿根廷布宜諾斯艾利斯，在1969年正式參加ATP職業巡迴賽。
他是公開賽年代第一位奪得大滿貫單打（包括男女）的南美洲球員，在其職業生涯中最高單打排名為世界第二。 生涯獲得單打951勝-297負，奖金共4,923,882美元。他的綽號是「潘帕斯公牛」。

## 大滿貫

### 單打冠軍（4）
| 年份 | 比賽 | 場地 | 決賽對手   | 對手國籍 | 勝方比分           |
| ---- | ---- | ---- | ---------- | -------- | ------------------ |
| 1977 | 法网 | 紅土 | 戈特弗里德 | 美國     | 6-0, 6-3, 6-0      |
| 1977 | 美网 |      | 康诺尔斯   | 美國     | 2-6, 6-3, 7-6, 6-0 |
| 1978 | 澳网 | 草地 | John Marks | 澳大利亚 | 6-4, 6-4, 3-6, 6-3 |
| 1979 | 澳网 | 草地 | 萨德里     | 美國     | 7-6, 6-3, 6-2      |

### 單打亞軍（4）
| 年份 | 比賽       | 場地 | 決賽對手 | 對手國籍 | 勝方比分           |
| ---- | ---------- | ---- | -------- | -------- | ------------------ |
| 1975 | 法网       | 紅土 | 博里     | 瑞典     | 6-2, 6-3, 6-4      |
| 1977 | 澳网 (1月) | 草地 | 坦纳     | 美國     | 6-3, 6-3, 6-3      |
| 1978 | 法网       | 紅土 | 博里     | 瑞典     | 6-2, 6-1, 6-3      |
| 1982 | 法网       | 紅土 | 维兰德   | 瑞典     | 1-6, 7-6, 6-0, 6-4 |

## 年终大师赛
- 年终大师赛現名為ATP世界巡迴賽總決賽

### 單打冠軍（1）
| 年份 | 舉行地點       | 場地 | 決賽對手 | 對手國籍 | 勝方比分           |
| ---- | -------------- | ---- | -------- | -------- | ------------------ |
| 1974 | 澳大利亚墨爾本 | 草地 | 納斯塔塞 | 羅馬尼亞 | 7-6, 6-2, 3-6, 6-4 |

## 技術分析
維拉斯是一名防禦型底線型球員，單手反拍的左撇子，善長底線抽擊及上旋球。由於他善長打紅土賽、他被媒體稱為「紅土王」，他職業生涯的62個ATP單打冠軍，有49個在泥地賽場（紅土或綠土）上奪得的，曾是獲得ATP泥地賽事單打冠軍次多的球員。
此外，他在其他場地如硬地、草地和地毯亦有一定成績，例如他於1974年在草地舉行的年終大師賽單打決賽中，他就擊敗羅馬尼亞前球王納斯塔塞而奪標。
1975年，他首次打入了法網男單決賽（亦是個人首個大滿貫男單決賽），以直落三盤（比分 : 6-2, 6-3, 6-4）敗於衛冕冠軍瑞典的博里，無緣冠軍。 此後，同屬為「紅土王」的博里也成為了他職業生涯的剋星，維拉斯對博里擁有極度劣勢的對賽成績 : 5-17 （页面存档备份，存于），所以作為紅土王的他也只贏過一次法網男單冠軍。

## 1977年
1977年 （页面存档备份，存于），是維拉斯職業生涯中最輝煌的一年。
該年，他曾創下泥地場（紅土或綠土）53連勝的紀錄，直至2006年6月，才被西班牙的纳达尔打破。
至今他仍保持同年所有賽事單打最長連勝（1977年內的46場，包括戴维斯杯）、一年奪得ATP單打錦標最多（1977年的16個ATP單打冠軍，包括法網和美網兩項大滿貫）、唯一一位一年內在五大洲都奪得過ATP單打冠軍（1977年在亞洲、非洲、歐洲、北美洲、南美洲五洲奪標）的球員等紀錄。
當年球季（賽季橫跨1977年至1978年初），他取得136勝14負的ATP單打成績（勝率為90.67%），進入22個男單決賽並取得16個ATP單打冠軍，年終世界排名為第2。
一月，他進入了草地進行的澳網男單決賽，以直落三盤3-6敗於美國球員罗斯科·坦纳，獲得亞軍。
同年的法網男單比賽，他又打入了決賽，以6-0, 6-3, 6-0擊敗了另一美國球員布赖恩·戈特弗里德，首奪大滿貫冠軍。
同年的美網綠土賽男單决賽中，正是作為底線專家的他，以别出心裁地以發球上網打法智取衛冕的美國名將康诺尔斯而首奪冠軍。
他在温布尔登網球錦標賽後 單打連勝46場 （页面存档备份，存于）（包括兩場戴维斯杯對澳大利亚的男單賽事），並連續奪得基茨比厄爾、華盛頓、路易維爾、南橙郡、哥倫布市、美網、巴黎共七個ATP單打冠軍，直至法國普羅旺斯埃克斯的泥地賽男單決賽中，直落落后兩盤（1-6, 5-7）於宿敵納斯塔塞時，指控對手使用非法球拍Spaghetti String，憤而中途退出比賽，泥地場53連勝和所有賽事46場連勝的紀錄被鎖定，ATP事後亦將Spaghetti String球拍列為禁用球拍。
之後，他又在10月至11月內連奪五項ATP單打錦標（德黑蘭、波哥大、聖地牙哥、布宜諾斯艾利斯、约翰内斯堡 WCT）。
當年度的年终大师赛中，他在分組賽擊敗了宿敵康诺尔斯，卻在半决赛敗於剋星博里，無緣冠軍。
雙打方面，他和羅馬尼亞搭擋伊翁·提里亞克合作，奪得四項ATP雙打錦標（巴爾的摩、布宜諾斯艾利斯、尼斯、德黑蘭）。
那年ATP單打年終世界排名上，維拉斯屈居世界第一的干納斯（當年的温布尔登和美網的單打雙料亞軍、年终大师赛冠軍）之後，但當年著名的《世界網球》雜誌給了他世界排名第一的稱號。
當年，他和年終世界第一的康诺尔斯的對戰紀錄為2勝0負。

## 蟬聯澳網
1978年，他首度奪得當時還在草地舉行的澳網男單冠軍。  1978年的男單決賽（在1979年1月舉行），他擊敗了東道主的John Marks而奪標。  在法網亦打入男單決賽，卻再度負於剋星博里，無緣冠軍。 當年他一共奪得漢堡、慕尼黑、格斯塔德、南橙郡、普羅旺斯埃克斯、巴塞爾和澳網共七項ATP巡迴賽賽單打冠軍，不過年終排名已降至第三位。
1979年，他又蟬聯澳網男單冠軍，當年的男單決賽（在1980年1月舉行），他擊敗了美國的约翰·萨德里，成功衛冕。

## 後期生涯
1981年，他帶領阿根廷打入戴维斯杯決賽，負於美國而奪得亞軍。
1982年，他第四度進入法網男單決賽，負於瑞典新星维兰德而奪得亞軍。 他在當年的美網和年終大師賽亦打入了半决赛。 同年，他迴光返照式的奪得七項ATP單打錦標（布宜諾斯艾利斯、鹿特丹、米蘭、蒙地卡羅、馬德里、波士頓、基茨比厄爾），年終世界排名第四位。 其中四冠包括分別在兩次在紅土決賽擊敗紅土專家伦德尔，以及兩次在地毯決賽打敗該年溫布頓-美網單打雙冠王康诺尔斯，後兩者均是當年當時得令的球員。
1989年，他正式退出ATP職業巡迴賽，但直至1992年，他仍參加ATP挑戰賽。
他亦是眾多未能登上ATP單打球王寶座（世界排名第一，以1973年 ATP電腦世界排名實施後開始計算。）的球員中，生涯奪得最多ATP單打冠軍最多的球員。（62個，ATP史上單打冠軍最多第十位，排在109冠的康诺尔斯、103冠的费德勒、99冠的祖高域、94冠的伦德尔、92冠的纳达尔、77冠的约翰·麦肯罗、66冠的博里和64冠的桑普拉斯和納斯塔塞之后。）
他生涯獲得ATP單打戰績為951勝297負。 （ATP史上單打獲勝最多第六位，排在康诺尔斯、费德勒、德约科维奇、纳达尔和伦德尔之后。）
他在網球壇的卓越成就帶動了阿根廷甚至整個南美洲的網球發展， 阿根廷名將卡纳斯和科里亚均以他的名字吉列尔莫命名。
1991年，他被引薦進入國際網球名人堂。
2004年，他在法網男單決賽後，為兩名同胞 - 冠軍高迪奥和亞軍哥利亞頒獎。
他是2005年美國TENNIS雜誌評出最偉大的40位球員中的第24位。
2013年8月，維拉斯要求ATP重新考慮給予他在1977年世界排名第一。 （页面存档备份，存于）

## ATP巡迴賽

### 單打

#### 冠軍（62）
| ATP巡迴賽                |
| 大滿貫（4）              |
| ATP年終賽（1）           |
| 大獎賽 - 冠軍系列（7）   |
| 大獎賽 / WCT廵迴賽（50） |

| 場地           |
| 硬地（4）      |
| 红土或綠土（49） |
| 草地（3）      |
| 地毯（6）      |

| 序號 | 年份   | 比賽                                     | 場地 | 決賽對手                  | 比分                              |
| 1.   | 1973年 | 阿根廷布宜諾斯艾利斯 （南美公開賽）      | 红   | 博格                      | 3-6, 6-7, 6-4, 6-6 (博里中途退出) |
| 2.   | 1974年 | 瑞士公開賽 （格施塔德）                  | 红   | 奧蘭特斯                  | 6-1, 6-2                          |
| 3.   | 1974年 | 荷蘭希爾維蘇姆 （荷蘭公開賽）            | 红   | Barry Phillips-Moore      | 6-4, 6-2, 1-6, 6-3                |
| 4.   | 1974年 | 美國路易維爾                             | 綠土 | 菲略尔                    | 6-4, 7-5                          |
| 5.   | 1974年 | 加拿大多倫多                             | 綠土 | 奧蘭特斯                  | 6-4, 6-2, 6-3                     |
| 6.   | 1974年 | 伊朗德黑蘭                               | 红   | 拉米雷斯                  | 6-0, 6-3, 6-1                     |
| 7.   | 1974年 | 阿根廷布宜諾斯艾利斯 （南美公開賽）      | 红   | 奧蘭特斯                  | 6-3, 0-6, 7-5, 6-2                |
| 8.   | 1974年 | 年終大師賽                               | 草地 | 納斯塔塞                  | 7-6, 6-2, 3-6, 6-4                |
| 9.   | 1975年 | 西德慕尼黑 （巴伐利亞錦標賽）            | 红   | Karl Meiler               | 2-6, 6-0, 6-2, 6-3                |
| 10.  | 1975年 | 荷蘭希爾維蘇姆 （荷蘭公開賽）            | 红   | 弗拉努洛维奇              | 6-4, 6-7, 6-2, 6-3                |
| 11.  | 1975年 | 美國華盛頓 （梅森精英賽）                | 綠土 | 所罗门                    | 6-1, 6-3                          |
| 12.  | 1975年 | 美國路易維爾                             | 綠土 | 納斯塔塞                  | 6-4, 6-3                          |
| 13.  | 1975年 | 阿根廷布宜諾斯艾利斯 （南美公開賽）      | 红   | 帕纳塔                    | 6-1, 6-4, 6-4                     |
| 14.  | 1976年 | 美國聖路易 WCT                           | 地毯 | 阿姆里特拉吉              | 4-6, 6-0, 6-4                     |
| 15.  | 1976年 | 美國沃斯堡 WCT                           | 硬地 | 菲尔·登特                 | 64-7, 6-1, 6-1                    |
| 16.  | 1976年 | 摩納哥蒙地卡羅WCT                        | 红   | 菲巴克                    | 6-1, 6-1, 6-4                     |
| 17.  | 1976年 | 加拿大多倫多                             | 綠士 | 菲巴克                    | 6-4, 7-6, 6-2                     |
| 18.  | 1976年 | 巴西聖保羅                               | 地毯 | José Higueras             | 6-3, 6-0                          |
| 19.  | 1976年 | 阿根廷布宜諾斯艾利斯 （南美公開賽）      | 红   | 菲略尔                    | 6-2, 6-2, 6-3                     |
| 20.  | 1977年 | 美國斯普林菲爾德                         | 地毯 | 史密斯                    | 3-6, 6-0, 6-3, 6-2                |
| 21.  | 1977年 | 阿根廷布宜諾斯艾利斯 （南美公開賽）      | 红   | 菲巴克                    | 6-4, 6-3, 6-0                     |
| 22.  | 1977年 | 美國維吉尼亞海灘                         | 綠土 | 納斯塔塞                  | 6-2, 4-6, 6-2                     |
| 23.  | 1977年 | 法國網球公開賽 （法網）                  | 红   | 戈特弗里德                | 6-0, 6-3, 6-0                     |
| 24.  | 1977年 | 奧地利基茨比厄尔 （傑內拉利公開賽）      | 红   | 科德斯                    | 5-7, 6-2, 4-6, 6-3, 6-2           |
| 25.  | 1977年 | 美國華盛頓 （梅森精英賽）                | 綠土 | 戈特弗里德                | 6-4, 7-5                          |
| 26.  | 1977年 | 美國路易維爾                             | 綠土 | Eddie Dibbs               | 1-6, 6-0, 6-1                     |
| 27.  | 1977年 | 美國南橙郡 （Mutual Benefit 壽險公開賽） | 綠土 | 塔纳                      | 6-4, 6-1                          |
| 28.  | 1977年 | 美國哥倫布市                             | 綠土 | 戈特弗里德                | 6-2, 6-1                          |
| 29.  | 1977年 | 美國網球公開賽 （美網）                  | 綠土 | 康诺尔斯                  | 2-6, 6-3, 7-6, 6-0                |
| 30.  | 1977年 | 法國巴黎                                 | 红   | Christophe Roger-Vasselin | 6-2, 6-1, 7-6                     |
| 31.  | 1977年 | 伊朗德黑蘭 （Aryamehr盃）                | 红   | Eddie Dibbs               | 6-2, 6-4, 1-6, 6-1                |
| 32.  | 1977年 | 哥倫比亞波哥大                           | 红   | José Higueras             | 6-1, 6-2, 6-3                     |
| 33.  | 1977年 | 智利聖地亞                               | 红   | 菲略尔                    | 6-0, 2-6, 6-4                     |
| 34.  | 1977年 | 阿根廷布宜諾斯艾利斯-2 （南美公開賽）    | 红   | 菲略尔                    | 6-2, 7-5, 3-6, 6-3                |
| 35.  | 1977年 | 南非約翰內斯堡 WCT （南非公開賽）        | 硬地 | Buster Mottram            | 7-6, 6-3, 6-4                     |
| 36.  | 1978年 | 西德漢堡                                 | 红   | 菲巴克                    | 6-2, 6-4, 6-2                     |
| 37.  | 1978年 | 西德慕尼黑 （Romika盃）                  | 红   | Buster Mottram            | 6-1, 6-3, 6-3                     |
| 38.  | 1978年 | 瑞士公開賽 （格施塔德）                  | 红   | José Luis Clerc           | 6-3, 7-6, 6-4                     |
| 39.  | 1978年 | 美國南橙郡 （Mutual Benefit 壽險公開賽） | 綠土 | José Luis Clerc           | 6-1, 6-3                          |
| 40.  | 1978年 | 法國普羅旺斯埃克斯                       | 红   | José Luis Clerc           | 6-3, 6-0, 6-3                     |
| 41.  | 1978年 | 瑞士巴塞爾 （大衛杜夫瑞士室內賽）        | 硬地 | 約翰·馬克安諾             | 6-3, 5-7, 7-5, 6-4                |
| 42.  | 1978年 | 澳洲網球公開賽 （澳網）                  | 草地 | John Marks                | 6-4, 6-4, 3-6, 6-3                |
| 43.  | 1979年 | 澳洲荷巴特 （澳大利亚硬地网球锦标赛）    | 硬地 | 埃德蒙森                  | 6-4, 6-4                          |
| 44.  | 1979年 | 美國華盛頓 （梅森精英賽）                | 綠土 | 佩奇                      | 7-6, 7-6                          |
| 45.  | 1979年 | 阿根廷布宜諾斯艾利斯 （南美公開賽）      | 红   | José Luis Clerc           | 6-1, 6-2, 6-2                     |
| 46.  | 1979年 | 澳洲網球公開賽 （澳網）                  | 草地 | 萨德里                    | 7-6, 6-3, 6-2                     |
| 47.  | 1980年 | 意大利公開賽 （羅馬）                    | 红   | 諾亞                      | 6-0, 6-4, 6-4                     |
| 48.  | 1980年 | 奧地利基茨比厄尔 （傑內拉利公開賽）      | 红   | 伦德尔                    | 6-3, 6-2, 6-2                     |
| 49.  | 1980年 | 意大利巴勒莫 （西西里島國際錦標賽）      | 红   | 麦克纳米                  | 6-4, 6-0, 6-0                     |
| 50.  | 1981年 | 阿根廷馬德普拉塔                         | 红   | 佩奇                      | 2-6, 6-3, 2-1 (佩奇中途退出)      |
| 51.  | 1981年 | 埃及開羅                                 | 红   | Peter Elter               | 6-2, 6-3                          |
| 52.  | 1981年 | 美國休斯敦                               | 綠土 | Sammy Giammalva           | 6-2, 6-3                          |
| 53.  | 1982年 | 阿根廷布宜諾斯艾利斯 （南美公開賽）      | 红   | Alejandro Ganzábal        | 6-2, 6-4                          |
| 54.  | 1982年 | 荷蘭鹿特丹 （荷蘭銀行世界賽）            | 地毯 | 康诺尔斯                  | 0-6, 6-2, 6-4                     |
| 55.  | 1982年 | 意大利米蘭 （米蘭室內賽）                | 地毯 | 康诺尔斯                  | 6-3, 6-3                          |
| 56.  | 1982年 | 摩納哥蒙地卡羅                           | 红   | 蘭度                      | 6-1, 7-6, 6-3                     |
| 57.  | 1982年 | 西班牙馬德里 （馬德里大獎賽）            | 红   | 蘭度                      | 6-7, 4-6, 6-0, 6-3, 6-3           |
| 58.  | 1982年 | 美國波士頓 （前美國職業錦標賽）          | 綠土 | Mel Purcell               | 6-4, 6-0                          |
| 59.  | 1982年 | 奧地利基茨比厄爾 （傑內拉利公開賽）      | 红   | Marcos Hocevar            | 7-6, 6-1                          |
| 60.  | 1983年 | 美國里士满 WCT                           | 地毯 | 登頓                      | 6-3, 7-5, 6-4                     |
| 61.  | 1983年 | 美國德雷海灘                             | 綠土 | 斯洛日尔                  | 6-1, 6-4, 6-0                     |
| 62.  | 1983年 | 奧地利基茨比厄爾 （傑內拉利公開賽）      | 红   | 法國                      | 7-6, 4-6, 6-4                     |

#### 亞軍（42）
- 1972年 (2) - 辛辛那提、布宜諾斯艾利斯（南美公開賽）
- 1974年 (1) - 華盛頓（梅森精英賽）
- 1975年 (3) - 法網、布宜諾斯艾利斯（南美公開賽）、三藩市
- 1976年 (3) - 聖保羅 WCT、達拉斯 WCT、義大利公開賽（羅馬）
- 1977年 (6) - 澳網 (1月) <草地>、美國巴爾的摩、棕櫚泉、尼斯、約翰內斯堡、普羅旺斯埃克斯
- 1978年 (1) - 法網
- 1979年 (5) - 列治文、史图加特室內賽、義大利公開賽（羅馬）、印第安那波利斯（RCA錦標賽）、悉尼室內賽
- 1980年 (4) - 蒙地卡羅、漢堡、馬德里、巴塞羅拿
- 1981年 (7) - 百事大滿貫、蒙地卡羅、基茨比厄爾（傑內拉利公開賽）、華盛頓（梅森精英賽）、美國北康威、巴塞隆拿、布宜諾斯艾利斯（南美公開賽）
- 1982年 (5) - 法網、百事大滿貫、巴塞羅拿、巴爾的摩 WCT、約翰內斯堡
- 1983年 (4) - 底特律 WCT、鹿特丹（荷蘭銀行世界賽）、美國希爾頓頭島 WCT、巴塞羅拿
- 1986年 (1) - 美國森林山

### 雙打冠軍（16）
- 1973年 (1) - 布宜諾斯艾利斯（南美公開賽）
- 1974年 (4) - 布宜諾斯艾利斯（南美公開賽）、多倫多 (加拿大公開賽）、德黑蘭（Aryamehr盃）、希爾維蘇姆（荷蘭公開賽）
- 1975年 (3) - 巴塞罗那、希爾維蘇姆（荷蘭公開賽）、路易維爾
- 1977年 (4) - 巴爾的摩、布宜諾斯艾利斯（南美公開賽）、尼斯、德黑蘭（Aryamehr盃）
- 1978年 (2) - 普羅旺斯埃克斯、慕尼黑
- 1979年 (2) - 北康威、哥斯達黎加聖荷塞